# Girlschool
Girlschool är ett brittiskt heavy metal-band som räknas till New Wave of British Heavy Metal.
Enid Williams, Kim McAuliffe och Tina Gayle, alla från södra London, bildade 1975 ett kvinnligt coverband under namnet Painted Lady. Efter flera byten av medlemmar bytte de namn till Girlschool i april 1978. Deras första singel "Take It All Away" släpptes på City Records i december 1978. Under 1978–1982 hade gruppen sin klassiska banduppsättning. Efter det tidiga 1980-talet har inte gruppen haft så stora kommersiella framgångar, men har fortsatt att vara en inspirationskälla för andra helt kvinnliga rockgrupper.
På 1990-talet och 2000-talet fokuserade Girlschool på show och turnėer och gjorde inte så många studioalbum. Bandet spelade vid många rock- och metallfestivaler, co-headlining med viktiga hårdrock- och heavy metal band.

## Medlemmar
Nuvarande medlemmar
- Kim McAuliffe – sång, gitarr (1978– )
- Denise Dufort – trummor (1978– )
- Tracey Lamb – basgitarr (1987–1991, 1992–2000, 2019– )
- Jackie Chambers – gitarr (1999– )

Tidigare medlemmar
- Tim Hamill – basgitarr
- Val Lloyd – trummor (1977)
- Deirdre Cartwright – sologitarr (1977)
- Kathy Valentine – sologitarr (1977)
- Enid Williams – basgitarr, sång (1978–1982, 2000–2019)
- Kelly Johnson – gitarr (1978–1983, 1993–2000; död 2007)
- Gil Weston Jones – basgitarr (1982–1987)
- Cris Bonacci – gitarr (1983–1992)
- Jackie Bodimead – sång, keyboard (1984–1985)
- Jackie Carrera – basgitarr (1992)

## Diskografi
Studioalbum
- Demolition (1980)
- Hit and Run (1981)
- Screaming Blue Murder (1982)
- Play Dirty (1983)
- Running Wild (1985)
- Nightmare at Maple Cross (1986)
- Take a Bite (1988)
- Girlschool (1992)

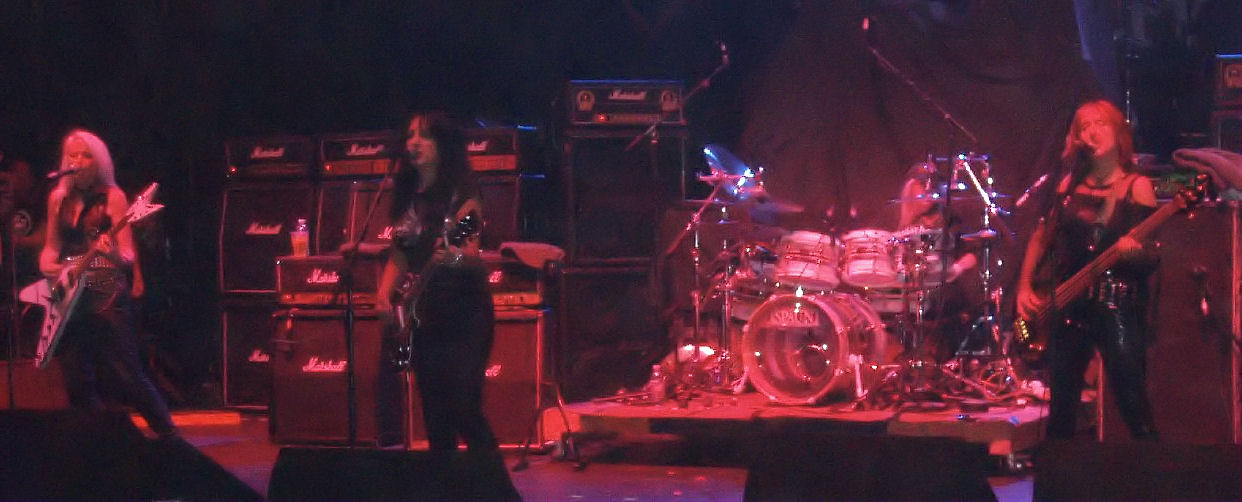
Girlschool live i London 2009.

- 21st Anniversary: Not That Innocent (2002)
- Believe (2004)
- Legacy (2008)
- Hit and Run - Revisited (2011)
- Guilty as Sin (2015)

Livealbum
- Girlschool Live (1995)
- King Biscuit Flower Hour Presents Girlschool (1997)
- Race with the Devil Live (1998)
- Race with the Devil (2002)

EP
- St. Valentine's Day Massacre (1981)
- Hard Rock on 12 Inch / Stay Clean (1981)
- Live and More (1982) (utgiven i Japan)
- Wildlife (EP) (1982)
- 1-2-3-4 Rock and Roll (1983)

Singlar (topp 100 på UK Singles Chart)
- "Race with the Devil" / "Take It All Away" (1980) (#49)
- "Hit and Run" / "Tonight" (1981) (#32)
- "C'Mon Let's Go" / "Tonight (live)" (1981) (#42)